# Candelaria barbouri
Candelaria barbouri es un género y especie extintos de reptil procolofonomorfo owenétido que fue descubierto por primera vez en el Geoparque de Paleorrota en la localidad de Candelária, por Llewellyn Ivor Price en 1946. Vivió durante el Ladiniense, en el Triásico Medio, hace unos 235 millones de años. Originalmente fue considerado como un taxón hermano de Owenetta y Sauropareion. Sin embargo, estos no son taxones hermanos de Procolophon y Anthodon como se informó originalmente. Medía aproximadamente 40 centímetros de longitud.
A diferencia de Owenetta, el cráneo de Candelaria tiene una autapomorfia, una fenestra temporal superior, que también lo diferencia de Paliguana, en la que está fusionada con la fenestra temporal lateral ventral. Además, Paliguana tiene una fenestra temporal superior, de modo que Candelaria ofrece información sobre la secuencia de eventos morfológicos como la reducción en el hueso temporal en este grupo. En Candelaria barbouri, la indentación del cráneo se reduce y el hueso yugal es más robusto.